# Червоноармейский дендропарк
Червоноармейский (Кубейский) дендропарк находится в устье реки Карасулак (Кайнаки) недалеко от села Кубей (от села примерно 1 км в сторону с. Огородное). Площадь парка — 55 га. Основан в 1971 году по инициативе и активном участии бывшего местного агронома Г. К. Фучеджи на непригодных для сельского хозяйства землях, которые прилегают к балке Чийши-Кулак. Статус дендропарка получен в 1979 году. Находится на балансе Кубейского сельського совета.
Парк насчитывает больше 120 пород деревьев и кустарников, которые были завезены сюда из Ялты (Никитский ботанический сад), Одессы (Ботанический сад Одесского университета), Умани (дендропарк «Софиевка»). Раньше в дендропарке водились косули, фазаны, куропатки, кабаны. В парке есть источник Кайнаки, который является одним из истоков реки Карасулак.
Территория дендропарка ограждена глубоким рвом и насыпью, есть 2 входа. В тёплое время года парк является излюбленным местом отдыха кубейской молодёжи.
На 2019 г. дендропарк в запущении, не охраняется, на территории производится выпас скота и наблюдается вырубка деревьев.